# 森那美香港
森那美香港有限公司（除牌當時為0248.HK）於1983年成立，1986年，在香港交易所上市公司。為馬來西亞森那美集團旗下公司，辦事處位於新界荃灣青山公路388號中染大廈29樓7-11室。
公司业务涉及汽车销售及维修服务、重型机械销售及售后服务、保险等，包括代理三菱汽車等。
直至2000年，森那美集團把本公司私有化成功後，已撤銷上市，同時更名為森那美中國有限公司，但是後來森那美集團將中國業務改組，於2006年成立森达美（中国）企业管理有限公司，香港註冊的森那美中國再更名為森那美香港。

## 汽車業務
森那美香港在香港及澳門代理11個品牌：
1. 寶馬
2. 江淮汽車
3. 迷你
4. 三菱FUSO
5. 三菱汽车
6. 標緻
7. 劳斯莱斯
8. 鈴木
9. 小鹏

## 重型机械
重型机械業務由子公司信昌機器工程有限公司負責，總部位於中國順德，港澳地區分公司位於元朗。信昌機器是美國卡特彼勒機械全球最大的代理商集團之一，在中國華南六省、新疆、及港澳地區的唯一指定總代理。
業務範圍：新機業務、二手機業務、租賃業務、原廠零件供應、維修服務。

## 外部連結
- 森那美集團 （页面存档备份，存于）
- 森那美汽車集團（香港及澳門） （页面存档备份，存于）
- 森那美汽車服務有限公司 （页面存档备份，存于）
- 信昌機器工程有限公司 （页面存档备份，存于） (信昌機器- 香港及澳門特區官網)
- 信昌機器工程有限公司 （页面存档备份，存于） (信昌機器- 華南地區及新疆官網)